# Estat tròfic
L'índex de l'estat tròfic (en anglès: trophic state index, TSI) es determina dins una massa d'aigua principalment a base del seu contingut en els nutrients nitrogen, fòsfor i d'altres menys rellevants. El nitrogen i el fòsfor tendeixen a ser recursos limitants biològicament dins les masses d'aigua, per tant el seu increment en la concentració incrementen el creixement de les plantes i del nivell tròfic. Per això l'índex tròfic d'una massa d'aigua de vegades es pot usar per estimar la seva condició biològica. Malgrat que el terme "índex tròfic normalment s'aplica als llacs, qualsevol massa d'aigua pot ser indexada.

## Índex tròfic de Carlson
És el més usat als Estats Units per l'Agència de Protecció Mediambiental. l'estat tròfic es defineix com el pes total de biomassa en una massa d'aigua donada en el moment del mesurament i es fa servir la biomassa d'algues per classificar l'estatus tròfic dels llacs.

### Variables de l'índex
Com que tendeixen a estar correlacionades, es fan servir tres variables independents per calcular l'índex de Carlson:
pigments de clorofil·la, fòsfor total i fondària Secchi. El de mesura més acurada resulta ser els dels pigments clorofílics i el de menys els de la fondària Secchi que mesura la transparència de l'aigua.

## Classificacions tròfiques
Un llac es classifica com: oligotròfic,mesotròfic o eutròfic. Els índexs extrems poden ser considerats com hiperoligotròfic o hipereutròfic.
| TI      | Clorofil·la | P       | SD        | Classe tròfica |
| ------- | ----------- | ------- | --------- | -------------- |
| <30—40  | 0—2.6       | 0—12    | >8—4      | Oligotròfic    |
| 40—50   | 2.6—20      | 12—24   | 4—2       | Mesotròfic     |
| 50—70   | 20—56       | 24—96   | 2—0.5     | Eutròfic       |
| 70—100+ | 56—155+     | 96—384+ | 0.5—<0.25 | Hipereutròfic  |

Els llacs oligotròfics generalment tenen poca o gens de vegetació i són relativaments clars, mentre els llacs eutròfics tendeixen a tenir grans quantitats d'organismes incloent-hi la floridura de les algues. Si l'índex trofic supera, per exemple, el nivell de 80, molts peixos moren.